# Jeon Ji-yoon
Jeon Ji-yoon (hangul: 전지윤), även känd under artistnamnen Jiyoon och Jenyer, född 15 oktober 1990 i Suwon, är en sydkoreansk sångerska och skådespelare.
Hon var tidigare medlem i den sydkoreanska tjejgruppen 4Minute från det att gruppen debuterade 2009 till att den upplöstes 2016, samt i 4Minutes undergrupp 2YOON. Jiyoon släppte sitt solo-debutalbum Day and Night den 2 november 2016 under artistnamnet Jenyer.

## Diskografi

### Album
| Albuminformation                                      | Topplacering          |
| Albuminformation                                      | Sydkorea (Gaon Chart) |
| ----------------------------------------------------- | --------------------- |
| Day and Night (Singelalbum) - Släppt: 2 november 2016 | —                     |

### Singlar
| År   | Titel                         | Topplacering          |
| År   | Titel                         | Sydkorea (Gaon Chart) |
| ---- | ----------------------------- | --------------------- |
| 2013 | "Between Love and Friendship" | —                     |
| 2013 | "Only You" (med Nam Ji-hyun)  | —                     |
| 2014 | "Soulmate" (med DickPunks)    | —                     |
| 2016 | "I Do"                        | —                     |
| 2017 | "Cliché" (med Samuel Seo)     | —                     |